# Gmina Bogense
Gmina Bogense (duń. Bogense Kommune) - istniejąca w latach 1966-2006 gmina w Danii w  okręgu Fionii (Fyns Amt). Siedzibą władz gminy było miasto Bogense.
Po kolejnej reformie administracyjnej w roku 2007 weszła w skład nowej gminy Nordfyn.

## Dane liczbowe
- Liczba ludności: (♀ 3161 + ♂ 3287) = 6448
  - wiek 0-6: 7,6 %
  - wiek 7-16: 13,1 %
  - wiek 17-66: 63,2 %
  - wiek 67+: 16,0 %
- zagęszczenie ludności: 63,8 osób/km² (2004)
- bezrobocie: 6,8 % osób w wieku 17-66 lat
- cudzoziemcy z UE, Skandynawii i USA: 144 na 10 000 osób
- cudzoziemcy z krajów Trzeciego Świata: 160 na 10 000 osób
- liczba szkół podstawowych: 3 (liczba klas: 38)